# Босолей (Франция)
Босолей (фр. Beausoleil) — коммуна на юго-востоке Франции в регионе Прованс — Альпы — Лазурный берег, департамент Приморские Альпы, округ Ницца, кантон Босолей.
Площадь коммуны — 2,79 км², население — 13 416 человек (2006) с тенденцией к стабилизации: 13 272 человека (2012), плотность населения — 4757,0 чел/км².

## Население
Население коммуны в 2015 году составляло — 13 742 человека.
| 1962  | 1968  | 1975  | 1982  | 1990  | 1999  | 2006  | 2011  | 2012  | 2015  |
| ----- | ----- | ----- | ----- | ----- | ----- | ----- | ----- | ----- | ----- |
| 12833 | 14144 | 12208 | 11664 | 12326 | 12775 | 13416 | 13567 | 13272 | 13742 |

Динамика численности населения:

## Экономика
В 2010 году из 8831 человек трудоспособного возраста (от 15 до 64 лет) 6725 были экономически активными, 2106 — неактивными (показатель активности 76,2 %, в 1999 году — 73,0 %). Из 6725 активных трудоспособных жителей работали 6049 человек (3146 мужчин и 2903 женщины), 676 числились безработными (272 мужчины и 404 женщины). Среди 2106 трудоспособных неактивных граждан 780 были учениками либо студентами, 604 — пенсионерами, а ещё 722 — были неактивны в силу других причин.
На протяжении 2010 года в коммуне числилось 6323 облагаемых налогом домохозяйства, в которых проживало 14 221,0 человек. При этом медиана доходов составила 18 тысяч 623 евро на одного налогоплательщика.